# Roberto Rosetti
Roberto Rosetti, född 18 september 1967 i Turin, Italien, är en fotbollsdomare som bland annat dömt i Världsmästerskapet i fotboll 2006. FIFA:domare sedan 2002. Är 191 cm lång, vilket gör honom till Europamästerskapet i fotboll 2008:s längsta domare. Han dömde EM-finalen 2008.

## Matcher

### VM 2006 som huvuddomare
- Paraguay mot Trinidad och Tobago (gruppspel)
- Argentina mot Serbien och Montenegro (gruppspel)
- Mexiko mot Iran (gruppspel)
- Spanien mot Frankrike (åttondelsfinal)

### VM 2010 som huvuddomare
- Ghana mot Australien (gruppspel)
- Argentina mot Mexiko (åttondelsfinal)